# Ossès
Ossès (baskisch Ortzaize) ist eine französische Gemeinde mit 876 Einwohnern (Stand 1. Januar 2022) im Département Pyrénées-Atlantiques in der Region Nouvelle-Aquitaine (vor 2016: Aquitanien). Die Gemeinde gehört zum Arrondissement Bayonne und zum Kanton Montagne Basque (bis 2015: Kanton Saint-Étienne-de-Baïgorry).
Die Einwohner werden Ortzaiztar genannt.

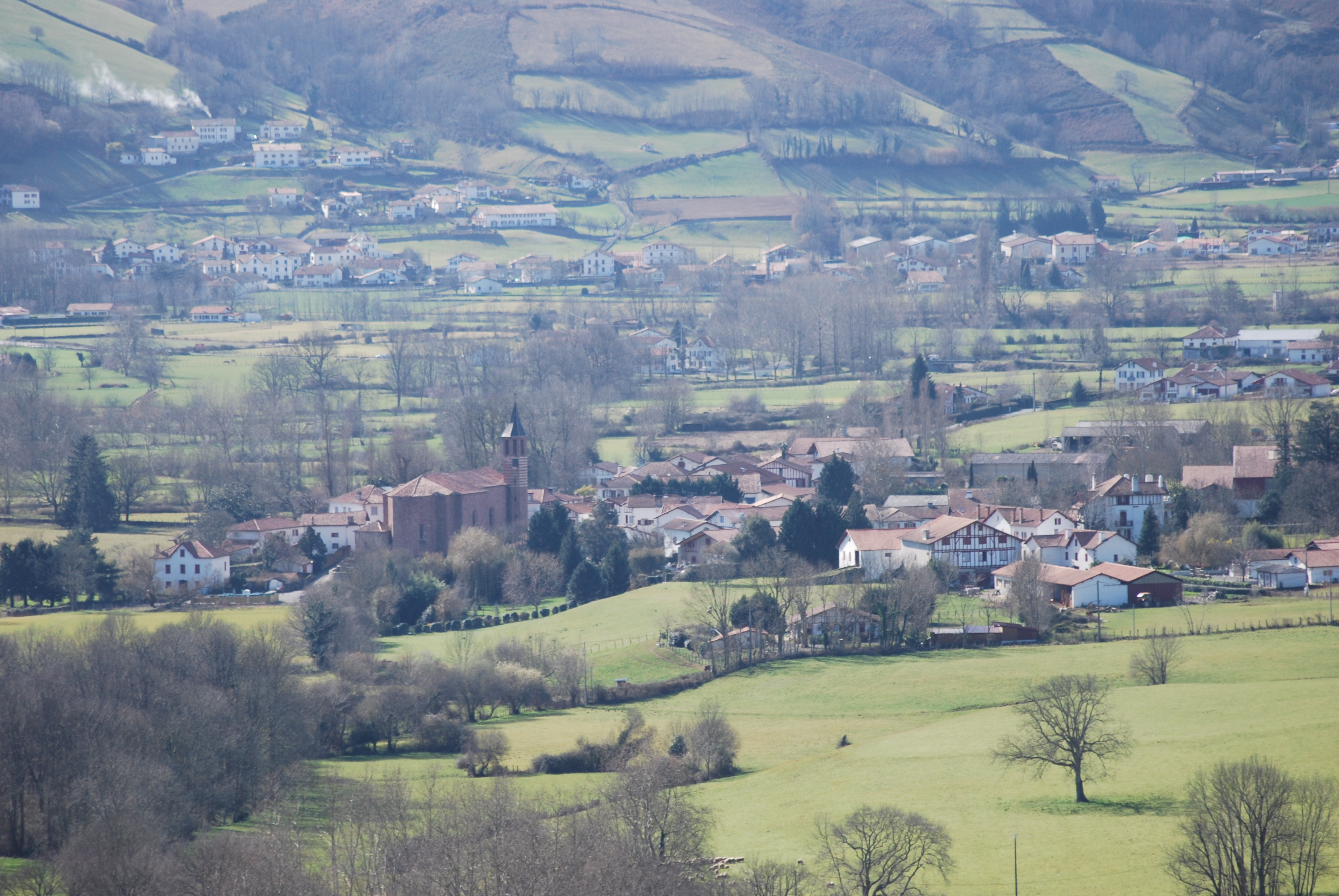
Blick auf Ossès

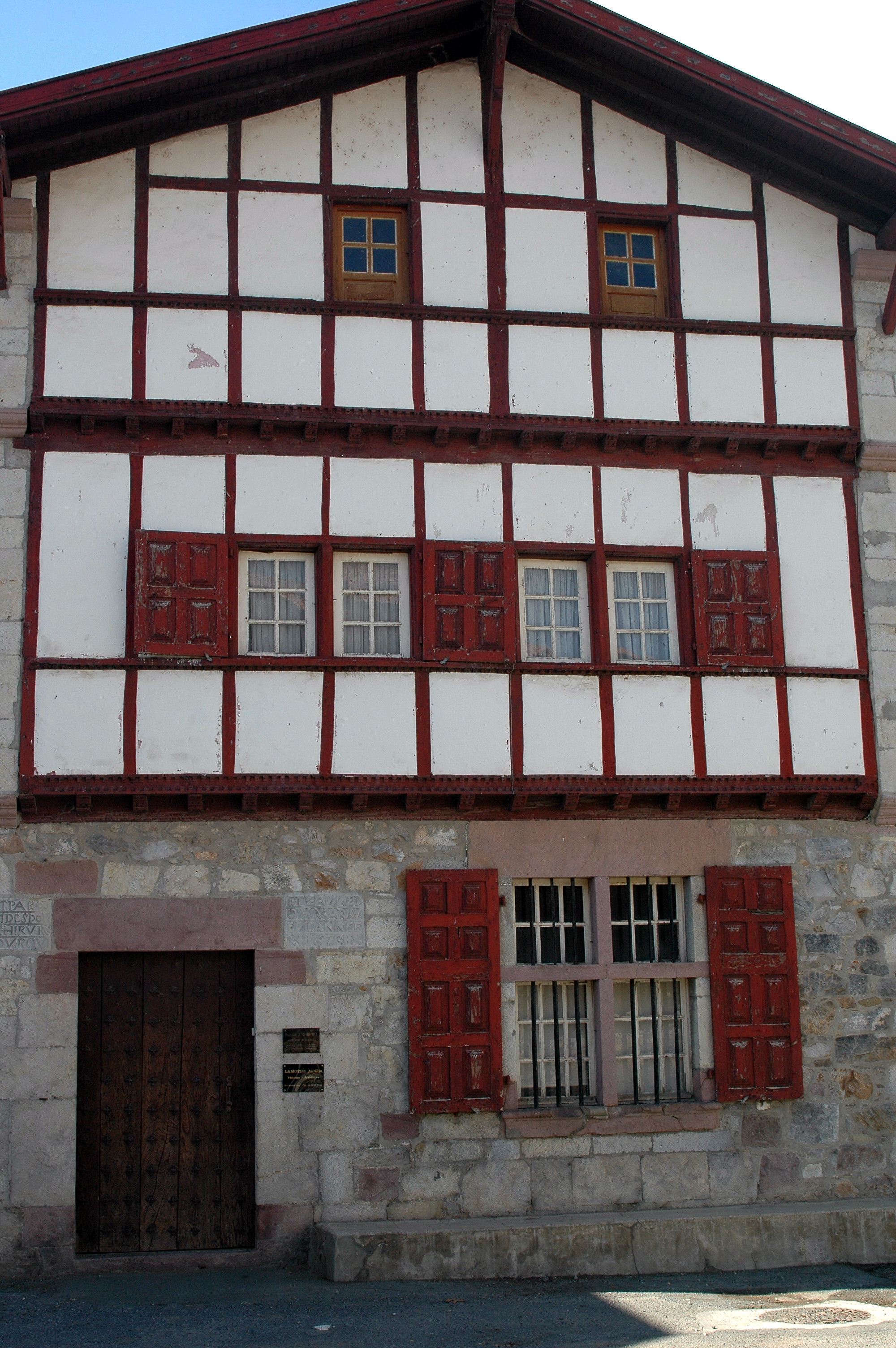
Haus in Ossès

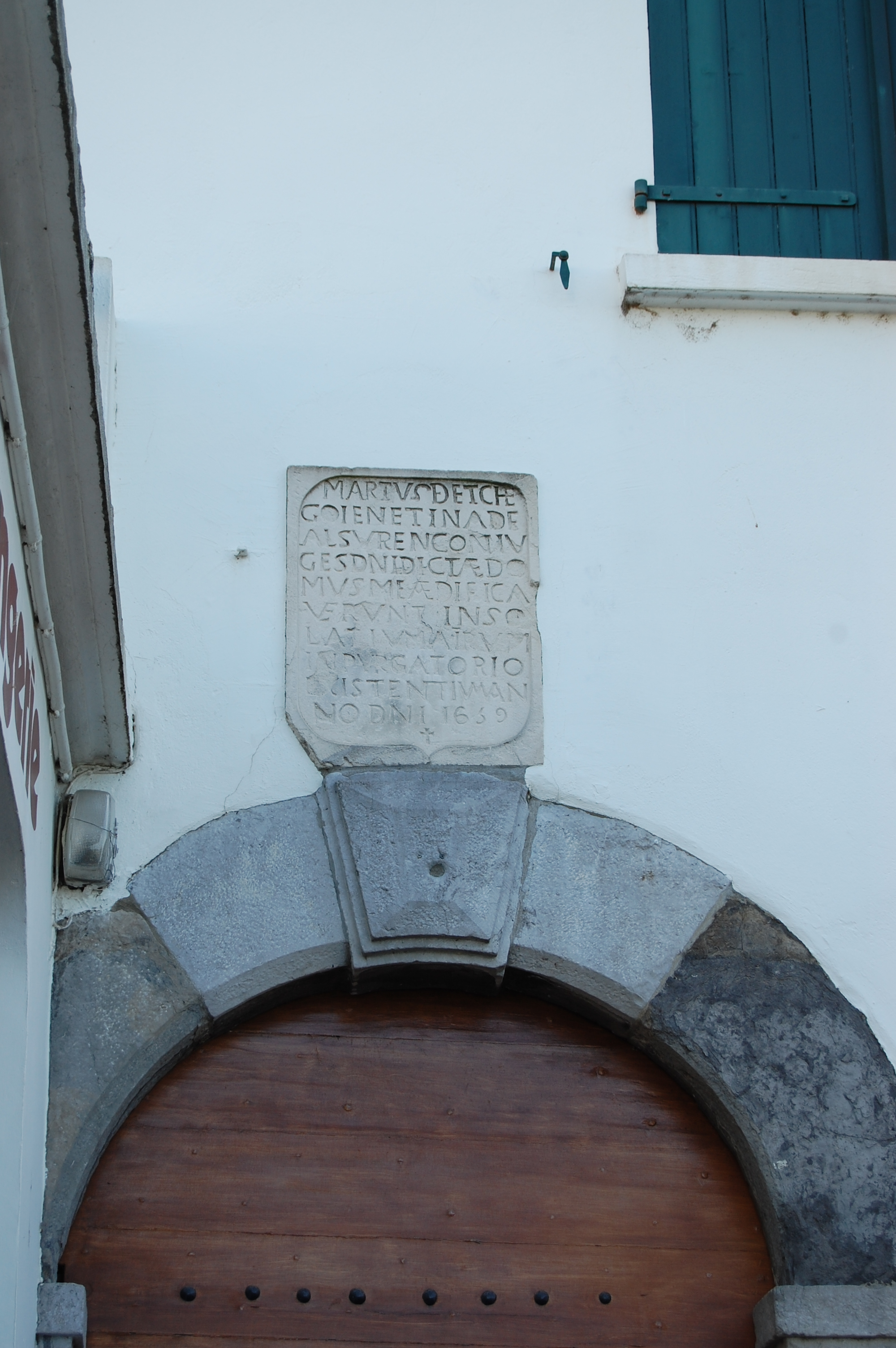
Verzierter Türsturz an einem Haus in Ossès

## Geographie
Ossès liegt ca. 40 km südöstlich von Bayonne im historischen Landstrich Baïgorry-Ossès (baskisch Baigorri-Ortzaize) der historischen Provinz Nieder-Navarra im französischen Teil des Baskenlands.
Die höchste Erhebung im Gebiet der Gemeinde ist der Mont Baïgura (897 m).
Umgeben wird Ossès von den Nachbargemeinden:
| Bidarray               | Macaye Mendionde                            | Hélette   |
| Saint-Martin-d’Arrossa | Kompassrose, die auf Nachbargemeinden zeigt | Irissarry |
|                        | Ascarat Ispoure                             | Jaxu      |

Ossès liegt im Einzugsgebiet des Flusses Adour. Einer seiner Nebenflüsse, die Nive, markiert die westliche und südwestliche Grenze zu den Nachbargemeinden Saint-Martin-d’Arrossa und Ascarat.
Zuflüsse der Nive durchqueren das Gebiet der Gemeinde:
- der Pagaliko Erreka,
- der Lakako Erreka mit den Nebenflüssen
  - Elhurréko Erreka,
  - Otsalaréko Erreka,
  - Saltrako Erreka,
  - Eluet Erreka und
  - Bordéguiko Erreka,
- der Eslanguko Erreka und
- der Askétako Erreka.[3]

## Geschichte
Die Gemeinde erhielt ihren Namen nach dem Ossèstal, das im 10. Jahrhundert erstmals in den Aufzeichnungen erwähnt wurde und mehrere verstreute Weiler umfasste. Diese sind heute Ortsteile von Ossès, Bidarray und Saint-Martin-d’Arrossa. Die Bewohner jedes Weilers wählten einen vereidigten Justizbeamten, der die Aufteilung der Weiden regelte. Ossès war der Hauptsitz des Tals und Ugarzan besaß seit dem 13. Jahrhundert einen Ableger des Klosters von Roncesvalles in Spanien. Im Zuge der Neuordnung der Territorien zu Beginn der Französischen Revolution war Ossès von 1790 bis 1801 Hauptort des gleichnamigen Kantons. 1800 wurde Bidarray eine selbständige Gemeinde, 1923 folgte Saint-Martin-d’Arrossa.
Toponyme und Erwähnungen von Ossès waren:
- Vallis quœ Ursaxia dicitur (gegen 983, Urkunden des Domkapitels von Bayonne),
- Ursoxia (1106),
- Ossais (1141, 1150, 1180 und 1194),
- Orsais (1150, 1188 und 1194),
- Vallis quœ dicitur Orsais und Ossais (1186 bzw. 12. Jahrhundert, Kopialbuch des Bistums Bayonne, Blatt 10 und 32),
- Orses, Orseis, Osses und dou sees (1249),
- hespital d’urrugaçaun in hosses (1268),
- Oses (1292),
- Ouses (1302, Urkunden des Domkapitels von Bayonne),
- Osess (1350),
- Osses en la Sierra de Vaygurra (1446, Manuskriptsammlung von André Duchesne, Band 114, Blatt 207),
- Oses und Orza (1513, Urkunden aus Pamplona),
- Orçais (1650),
- Horça, Orseys und Orça (1675, réformation d’Ossès, Manuskripte des 18. Jahrhunderts),
- Horça (1750, Karte von Cassini),
- Orses (1783, Inspektionen des Bistums Bayonne),
- Ossés (1793, Notice Communale),
- Osses (1801, Bulletin des Lois) und
- Ossès (1863, Dictionnaire topographique Béarn-Pays basque).[6][7][8][5]

### Einwohnerentwicklung
Vor der Abspaltung von Saint-Martin-d’Arrossa im Jahre 1923 ergaben sich Höchststände der Einwohnerzahl in der ersten Hälfte des 19. Jahrhunderts von rund 2.300. Diese Zahl reduzierte sich bei kurzen Erholungsphasen bis zu den 1980er Jahren auf rund 680, bis ein moderates Wachstum einsetzte.
| Jahr      | 1962 | 1968 | 1975 | 1982 | 1990 | 1999 | 2006 | 2009 | 2022 |
| --------- | ---- | ---- | ---- | ---- | ---- | ---- | ---- | ---- | ---- |
| Einwohner | 989  | 845  | 731  | 678  | 692  | 694  | 785  | 839  | 876  |

## Sehenswürdigkeiten

### PfarrkircheSaint-Julien

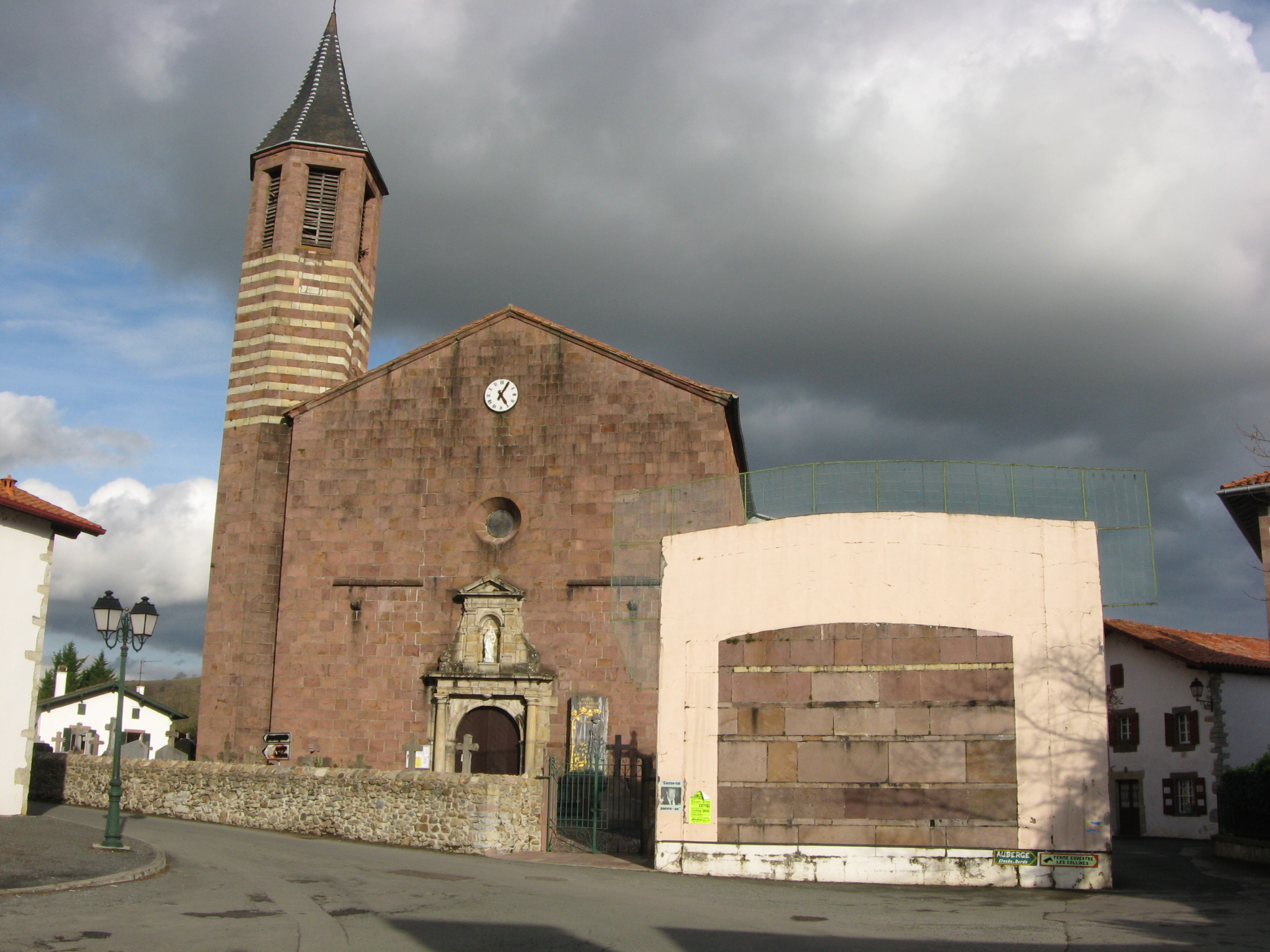
Frontón und Pfarrkirche Saint-Julien

Seit 1168 wird in den Aufzeichnungen eine dem heiligen Julian geweihte Pfarrkirche von Ossès erwähnt. Die Jahreszahl „1668“ in der Inschrift über dem westlichen Eingang offenbart das Datum der Errichtung des heutigen Gebäudes. Ein Teil der Kirchenausstattung stammt auch aus der Epoche, u. a. das Altarretabel und die Kanzel. Das Orgelgehäuse und die Empore datieren aus dem 17. oder 18. Jahrhundert. 1802 und 1859 sind Reparaturarbeiten durchgeführt worden, jedoch wurde die Kirche 1870 als „zerfallen“ bezeichnet. Eine Restaurierung erfolgte 1876, in den 1930er Jahren wurden erneut Instandsetzungsarbeiten durchgeführt. Das einschiffige Langhaus wird von einer Apsis mit fünf Wänden verlängert, wobei die rechteckige Sakristei an der südöstlichen Seite angebaut ist. Die Wände der Kirche sind in einem mittleren bis großen Mauerwerksverband aus rötlichem Sandstein gebaut. Auf der nordwestlichen Seite schließt sich ein siebeneckiger Glockenturm an, der teilweise abwechselnd mit Kalkstein errichtet ist, um einen zweifarbigen Kontrast zu zeigen. Sein polygonaler Helm ist mit Schiefer gedeckt. Über eine gemauerte innere Wendeltreppe mit geschlossener Spindel sind die Glocken zu erreichen. Der Haupteingang, der mit barocken Skulpturen ausgeschmückt ist, liegt auf der westlichen Seite des Gebäudes. Zwei Nebeneingänge befinden sich auf der Nord- und auf der Südseite. Die traditionelle Empore, deren Sitze während einer Messe den Männern vorbehalten sind, ist aus Holz gearbeitet und umsäumt innen das Langhaus auf drei Seiten. Hölzerne, mehrläufige Innentreppen gewähren den Zugang. Die Decke des Kircheninneren ist mit einer gemalten Holzvertäfelung ausgestattet. Einige der Glasfenster sind mit G. P. Dagrand signiert und datieren aus dem Jahr 1898.
Der Hauptaltar im Stil der Renaissance datiert aus dem 17. Jahrhundert. Eingerahmt in Schlangensäulen, die mit vergoldeten Blumengirlanden verziert sind, zeigt das Retabel Köpfe von Cherubinen auf drei Ebenen verstreut. Es dient als Hintergrund für den Tabernakel, der mit einem Sockel erhöht auf dem Altar steht. Das Gesamtwerk aus vergoldetem Holz ist seit 1975 als Monument historique klassifiziert.
Die Pfarrkirche birgt außerdem einen Nebenaltar, dessen Aufsatz Maria, der Mutter Jesu Christi, gewidmet ist. Er ist ebenfalls aus vergoldetem Holz gearbeitet und stammt aus dem 18. Jahrhundert. Zwei Säulen korinthischer Ordnung, die einen Giebel tragen, bilden einen stilvollen Rahmen. Dieser Aufbau erinnert an die Fassaden griechischer Tempel, hier durch den klassizistischen Stil neu aufgegriffen. Das Retabel dient als Rahmen für einen blauen Himmel, aus dem wie eine göttliche Erscheinung eine Marienstatue emporragt. Auch dieses Gesamtwerk ist seit 1984 als Monument historique klassifiziert.
Ein Weihwasserbecken der Kirche stammt vermutlich aus dem 17. Jahrhundert, der Zeit des ursprünglichen Baus des Gotteshauses. Es befindet sich am Eingang, ist aus rötlichem Sandstein geschaffen und in die Wand eingelassen. Der obere Teil der Nische hat die Form einer Jakobsmuschel und umsäumt eine Skulptur in Form eines Kopfes.
Ein außergewöhnliches Ehrenmal für die 39 im Ersten Weltkrieg gefallenen Soldaten der Gemeinde befindet sich an der Außenwand der Pfarrkirche neben dem Eingang. Oberhalb einer Tafel mit den Namen der Verstorbenen zeigt ein Flachrelief einen Poilu, der sich auf sein Gewehr stützt. Er ist von heidnischen und christlichen Symbolen umgeben, die mit Goldauflagen auf das Relief aufgetragen sind. Ein Palmzweig und Grabkreuze zu seinen Füßen symbolisieren den Opfergang und das Leiden, aber ein austreibender Baum und die aufgehende Sonne, die die Szenerie umrahmen, sind gleichzeitig Zeichen des Lebens und der Auferstehung.

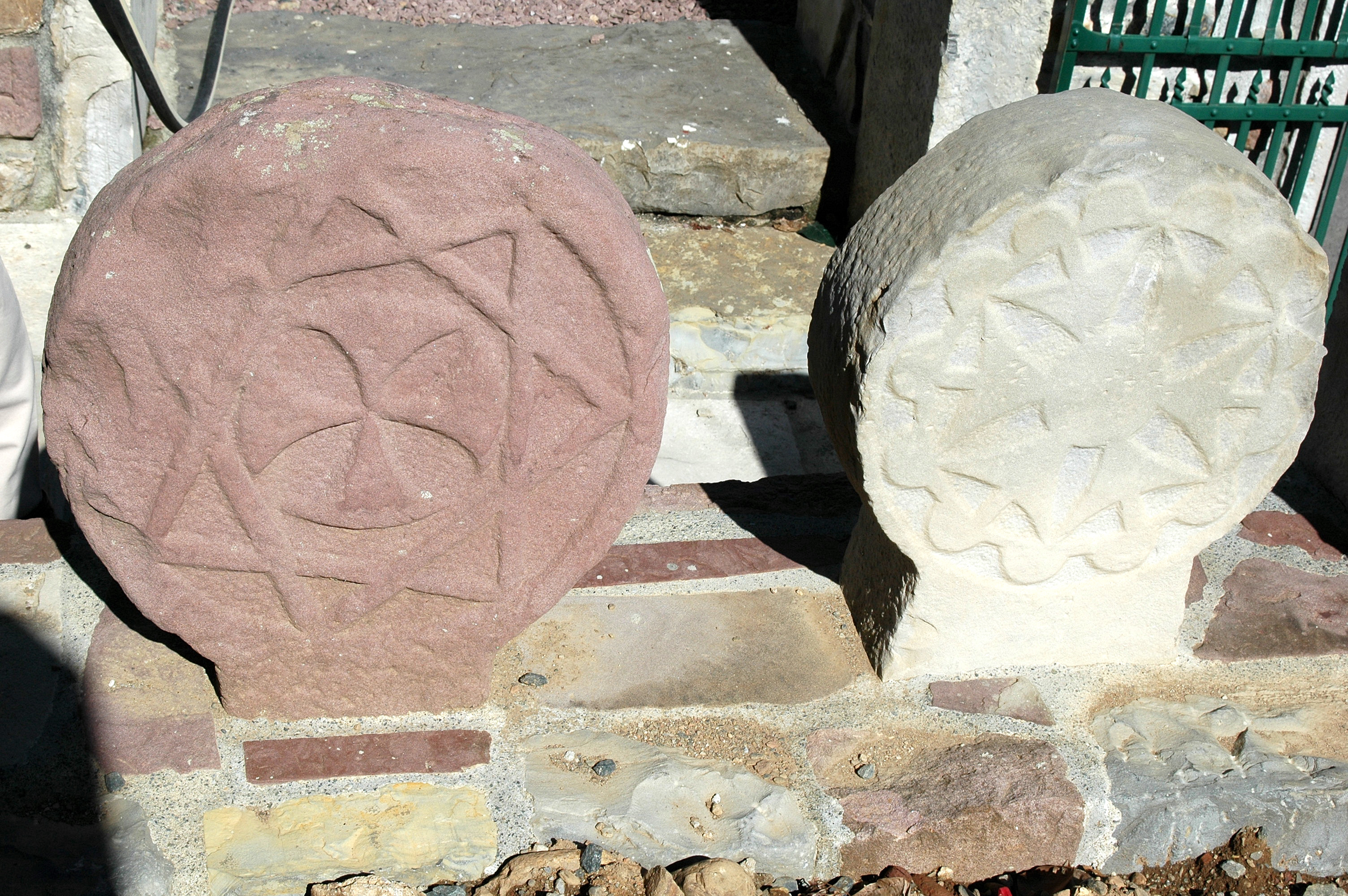
Scheibenförmigen Grabstelen auf dem Friedhof von Ossès

Auf dem angrenzenden Friedhof sind die Grabstätten mit mehreren scheibenförmigen Grabstelen, Hilarri genannt, und mit Navarrakreuzen aus früherer oder heutiger Herstellung versehen. Die traditionellen Hilarri sind am Kopfende des Verstorbenen gegen die aufgehende Sonne aufgestellt und tragen selten einen Namen. Sie können aber mit Baskischen Kreuzen, Lauburu genannt, und mit vielerlei religiösen, pflanzlichen oder Sonnenmotiven verziert sein.

### KapelleSaint-Vincent
Sie befindet sich im Ortsteil Ahaice und wurde vermutlich im 17. oder 18. Jahrhundert errichtet. Ein charakteristisches Merkmal dieser Epoche sind die Schrägen der Fenster. Im Laufe des 19. und des 20. Jahrhunderts ist die Kapelle umgestaltet worden. Die Wände sind mit Bruchsteinen aus Sand- und Kalkstein errichtet und mit einer dicken Putzschicht bedeckt. Zwei rechteckige Fenster und die Eingangstür befinden sich auf nur einer Seite des Gebäudes. Das Langhaus mit nur einem Kirchenschiff wird von einer flachen Apsis verlängert und ist mit wenig Zierrat ausgestattet. Die Kapelle ist als nationales Kulturgut registriert.

### Bauernhof Apalasia
Der Name Apallats wird in der Liste der mittelalterlichen Häuser von 1366 erwähnt, die Jean-Baptiste Orpustan erforschte. Dies lässt den Schluss zu, dass es sich um ein freies Haus handelte. Der Sturz über der Toreinfahrt trägt eine Inschrift mit der Jahreszahl „1635“, die das Datum einer größeren Umgestaltung anzeigt. Unter der Fassade aus rötlichem Sandstein ist zu erkennen, dass das Haus in Skelettbauweise aus Holz entstanden ist. Dies belegt die Annahme einer früheren Errichtung. Im Laufe des 19. Jahrhunderts ist das Bauernhaus umgestaltet worden, insbesondere im Inneren des Hauses. Wenn es auch von außen das Aussehen eines Gebäudes des 17. Jahrhunderts behalten hat, so ist es innen vollständig verändert worden. Im gleichen Jahrhundert wurde der Bauernhof aufgegeben, aber in der zweiten Hälfte des 20. Jahrhunderts restauriert. Die Hauptfront des Giebelhauses wird dominiert vom breiten Eingang und der beiden darüberliegenden Kreuzstockfenster mit abgerundeten Ständern. Der Eingang ist umrahmt von großen rötlichen Sandsteinblöcken, die sich farblich von der weiß verputzten Fassade abheben und zu beiden Seiten von kleinen Fenstern unterbrochen werden. Sein massiver Sturz trägt die Inschrift „Piares Apalas i Urdans de Bidarte. Esta es la casa de Apalasia Ano 1635“. Er wird von einem Kielbogen im gleichen Material bekrönt. Das Haus ist rund um den ezkaratz gebaut, den zentralen Raum in baskischen Häusern, von dem alle weiteren Räume zugänglich sind. Der Stall ist im hinteren Bereich eingerichtet, die erste Etage birgt den Wohnraum und das Dachgeschoss dient als Heuboden. Der Bauernhof Apalasia ist als nationales Kulturgut registriert.

### Bauernhof Harizmendia
Nach Untersuchungen von mittelalterlichen Dokumenten durch Jean-Baptiste Orpustan wurde der Name Harizmendy schon 1150 (herismendi) und erneut 1347 (ostal darizmendy) erwähnt. Einige bauliche Elemente könnten aus dem späten Mittelalter datieren, wie z. B. die spitzbogenförmige Maueröffnungen. Vermutlich stammt aber der größte Teil des Bauernhauses aus dem späten 16. oder frühen 17. Jahrhundert, was durch den Haupteingang mit großen Keilsteinen oder die frühere Form von bestimmten Fensteröffnungen belegt wird. Der Bauernhof besitzt mehrere Teilgebäude, das Haupthaus und Wohnhaus der Besitzer, ein Wohnhaus der Halbpächter und Gebäude für den landwirtschaftlichen Betrieb. Das Haupthaus zeigt bauliche Elemente aus dem 18. Jahrhundert als Zeichen von Umbauarbeiten in dieser Zeit. Weitere Veränderungen wurden im Laufe des 19. und des 20. Jahrhunderts vor allem im Inneren vorgenommen. Die Fassade ist auf der Höhe des ersten Stockwerks und des Dachgeschosses mit Fachwerk bedeckt, das mit Steinen, Ziegelsteinen und Erde ausgefacht ist. Die Stockschwellen sind mit geometrischen oder Sonnenornamenten verziert. Das lang gezogene, mit Hohlziegeln gedeckte Satteldach besitzt auf der Rückseite einen Krüppelwalm. Geometrische Motive zieren die Kopfbänder. Am rechten Teil der Hauptfassade springt ein Gebäudeteil hervor und ermöglicht den Platz für einen großen Gemeinschaftsraum, der durch ein Kreuzstockfenster beleuchtet wird und mit einem separaten seitlichen Eingang ausgestattet ist. Wie beim Bauernhof Apalasia führt der Haupteingang direkt zum ezkaratz. Die seitlichen und rückwärtigen Fenster sind mit rötlichen Steinen umrahmt, die sich farblich von der weiß verputzten Fassade abheben. Der Bauernhof ist heute unbewohnt, nachdem er vor einigen Jahren noch als Meierhof diente. Er ist wie der Bauernhof Apalasia als nationales Kulturgut registriert.

### Bauernhof Inda
Das Bauernhaus ist vermutlich im 16. Jahrhundert errichtet worden. Die leichte Spitzbogenform des Haupteingangs und der Schlussstein seiner Einfassung, der mit dem Christusmonogramm IHS und einer Schlange verziert ist, weisen auf diese Epoche hin. Das Mauerwerk besteht aus Bruchsteinen aus Sandstein und ist verputzt. Das Satteldach besitzt lang gezogene Dachflächen und ist mit Hohlziegeln gedeckt. Die Fassade ist auf der Höhe des ersten Stockwerks und des Dachgeschosses mit Fachwerk bedeckt, wobei die Stockschwellen mit Akkoladen verziert sind. Die Fenster sind mit Holzbalken umrahmt, bis auf ein seitliches Fenster, das mit abgeschrägten Kalksteinen umsäumt ist. Im Laufe der Jahrhunderte sind nur drei leichte Umbauarbeiten durchgeführt worden, so dass das Bauernhaus seine ursprüngliche Architektur bewahren konnte. Es ist ebenfalls als nationales Kulturgut registriert.

### Bauernhof Sastriarenea
Jean-Baptiste Orpustan datiert das Bauernhaus auf das Mittelalter, denn der ursprüngliche Name lautet vermutlich  Oiharartegarai und wird in den Aufzeichnungen als Adelssitz im Jahre 1350 und erneut 1366 erwähnt. Der heutige Bauzustand stammt aus der ersten Hälfte des 17. Jahrhunderts, wie die Jahreszahl „1628“ auf dem mächtigen Sturz über dem Eingang und zahlreiche bauliche Details belegen. Im 19. Jahrhundert wurden einige Änderungen vorgenommen, im 20. Jahrhundert zielten die Bemühungen der Besitzerfamilien darauf ab, durch Restaurierungen das ursprüngliche Erscheinungsbild wiederherzustellen. Das Bauernhaus besitzt drei Stockwerke und ein Dachgeschoss. Das Erdgeschoss ist in einem mittleren Mauerwerksverband mit Werksteinen aus Kalk- und Sandstein errichtet. Die anderen Etagen sind auf einer tragenden Struktur aus Holz gebaut, die mit Lehm ausgefacht ist. Vier Türen in der Hauptfassade führen in das Haus. Eine Tür mit einer verwischten Jahreszahl stammt vermutlich aus dem 14. Jahrhundert. Der Haupteingang trägt eine Inschrift neben der Jahreszahl, die lautet: „Esta es la casa i armas de Guillantena Aguila“, zusammen mit einem eingravierten Adler. Die Pfosten und Riegel der Fachwerkfassade sind ebenso wie die Stockschwellen mit geometrischen Motiven, Akkoladen und Kerben verziert und erinnern an Häuser in der historischen Region Labourd des Baskenlands. Das Satteldach hat lang gezogene Dachflächen und ist mit Hohlziegeln gedeckt. Das Haus besitzt mehrere Zwillingsfenster mit gesickten Fensterbänken, wobei einige auf den oberen Stockwerken aus Holz gearbeitet sind. Die meisten Fenster an den Seitenwänden sind abgeschrägt. Auf der Rückseite unterbricht nur der Eingang zum Stall die Fassade. Das Bauernhaus ist ebenfalls als nationales Kulturgut registriert.

## Wirtschaft und Infrastruktur

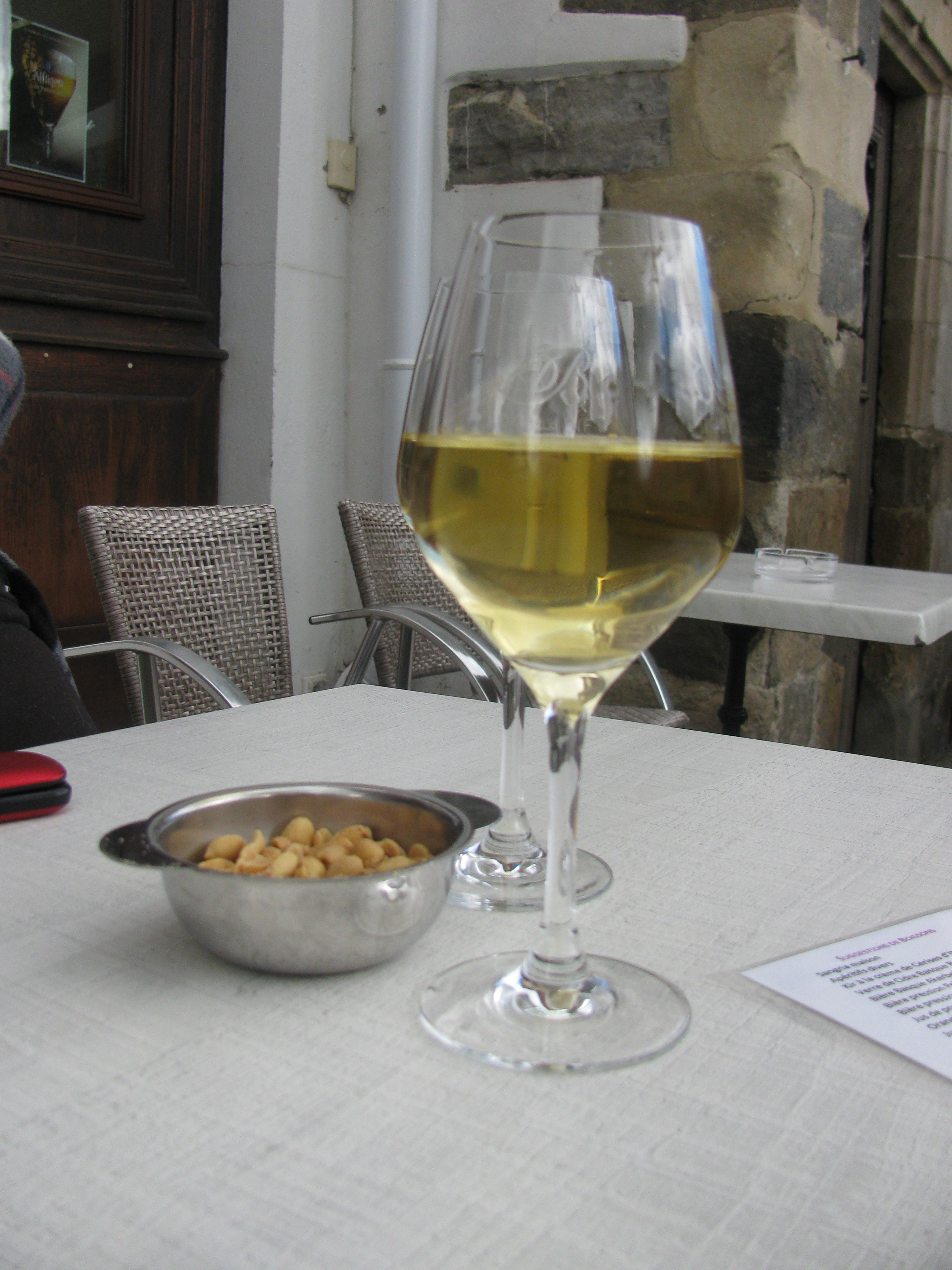
AOC Irouléguy blanc

Ossès liegt in den Zonen AOC des Weinbaugebiets Irouléguy, des Ossau-Iraty, eines traditionell hergestellten Schnittkäses aus Schafmilch, sowie der Schweinerasse und des Schinkens „Kintoa“.
Der Bauernhof Gaztena in Ossès produziert den Schafskäse der AOC Ossau-Iraty. Besuch der Schafställe und der Tiere sowie der Fabrikationsanlage ist möglich. Ein weiterer Produzent in Ossès ist die Farm Etchearria.

### Bildung
Ossès verfügt über
- eine private Vorschule Saint-Michel mit 28 Schülerinnen und Schülern im Schuljahr 2017/2018,
- eine private Vor- und Grundschule Ortzaizeko Ikastola mit 98 Schülerinnen und Schülern im Schuljahr 2017/2018 und
- eine öffentliche Vor- und Grundschule mit 38 Schülerinnen und Schülern im Schuljahr 2017/2018.[30]

### Sport und Freizeit

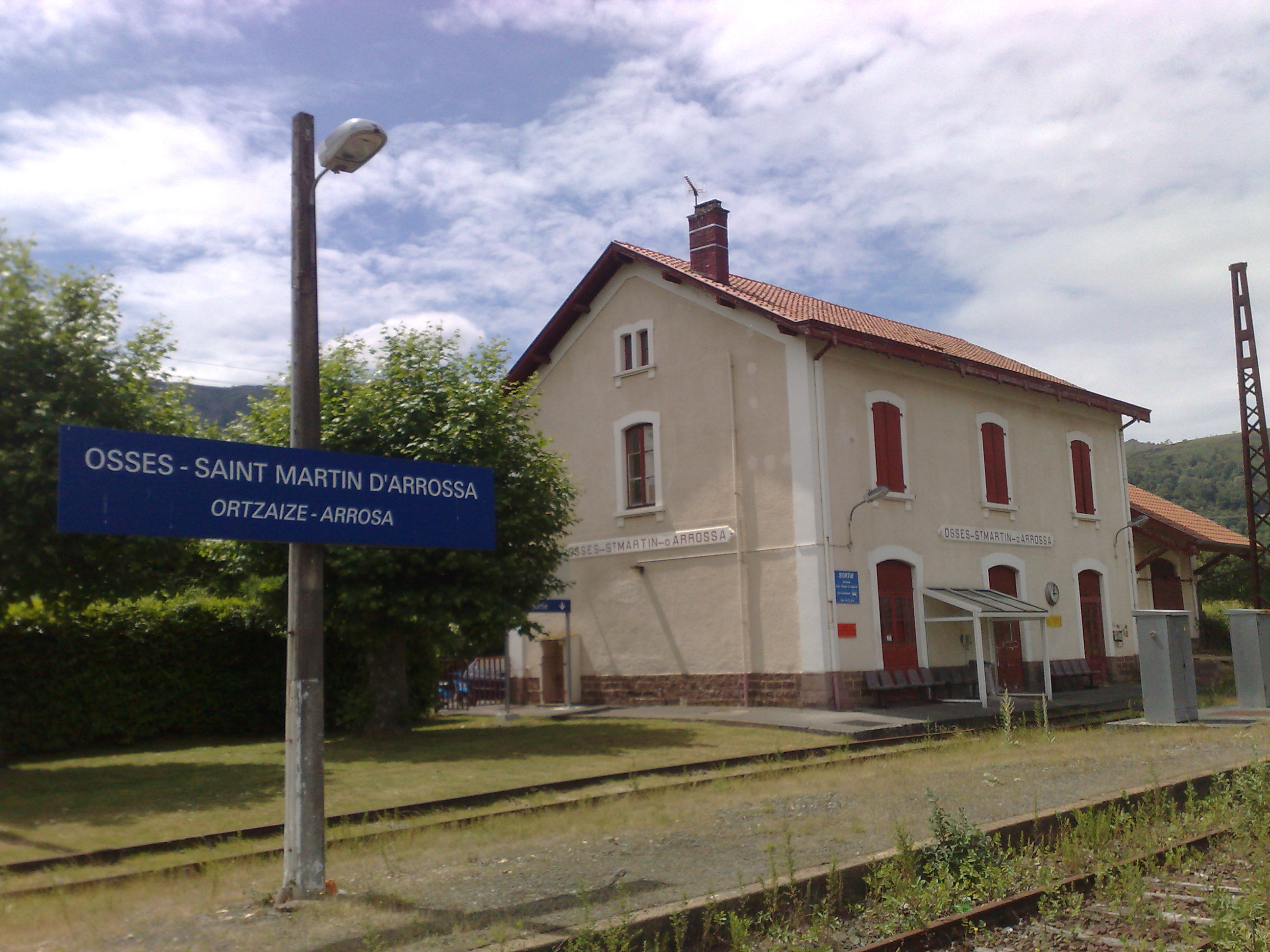
Haltepunkt Ossès-Saint-Martin-d’Arrossa des TER Aquitaine

Ein mittelschwerer Wanderweg mit einer Länge von 9,5 km und einem Höhenunterschied von 575 m führt vom Zentrum von Ossès zum Gipfel des Halzamendi (818 m).

### Verkehr
Ossès ist erreichbar über die Routes départementales 8, 918 (ehemalige Route nationale 618) und 948 (ehemalige Route nationale 648).
Die Linie 62 des TER Aquitaine, einer Regionalbahn der staatlichen SNCF, bedient die Strecke von Bayonne nach Saint-Jean-Pied-de-Port. Auf dem Gebiet der Nachbargemeinde Saint-Martin-d’Arrossa ist der Haltepunkt Ossès-Saint-Martin-d’Arrossa eingerichtet.

## Persönlichkeiten
- Dominique Iribarne, geboren am 8. Juli 1859 in Ossès, gestorben am 19. August 1885 in Französisch-Indochina, war Mitglied der Gesellschaft des Pariser Missionsseminars und evangelisierte den Distrikt Quan-Cau der Provinz Phú Yên. Nach 18 Monaten seiner Tätigkeit wurde er von Rebellen getötet.

- Jean-Baptiste Orpustan, geboren am 3. Oktober 1934 in Ossès, ist Lexikograf, Sprachwissenschaftler, Namensforscher, Literaturwissenschaftler und Übersetzer von baskischer Sprache und Literatur